# Pocket Books
Pocket Books (în traducere „Cărți de buzunar”) este o divizie a grupului editorial Simon & Schuster, care publică în primul rând cărți în format paperback.

## Istoric

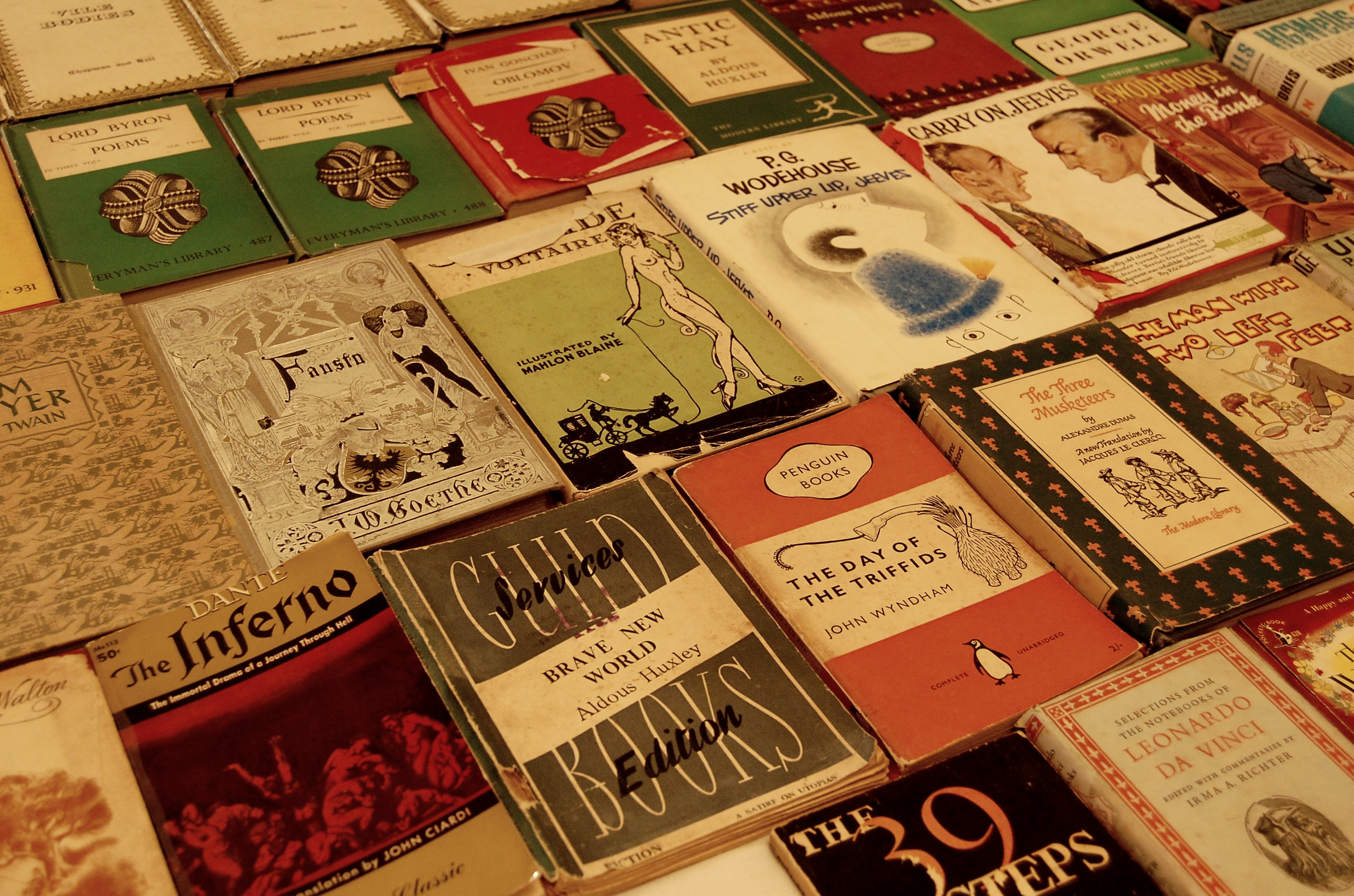
Cărți publicate de Pocket Books

Pocket Books a editat primele cărți de buzunar cu copertă broșată din Statele Unite ale Americii la începutul anului 1939 și a revoluționat industria editorială. Editura germană Albatross Books a lansat ideea unor ediții paperback de mase în 1931 sub conducerea lui Kurt Enoh, iar editura britanică Penguin Books a rafinat această idee în 1935 și a tipărit un milion de cărți în anul următor.
Compania Pocket Books a fost fondată de Richard L. Simon, M. Lincoln („Max”) Schuster și Leon Shimkin, parteneri ai editurii Simon & Schuster, împreună cu Robert de Graff.
În 1944 fondatorii proprietari au vândut compania lui Marshall Field al III-lea, proprietarul ziaului Chicago Sun. După moartea lui Field în 1957, Leon Shimkin, un partener al Simon & Schuster, și James M. Jacobson au cumpărat Pocket Books pentru 5 milioane de dolari. Simon & Schuster a achiziționat Pocket Books în 1966.
Succesul editurii Penguin l-a inspirat pe antreprenorul Robert de Graff, care a încheiat un parteneriat cu editura Simon & Schuster, pentru a aduce acest format pe piața americană. Având cărți scoase în vânzare la prețul de 25 de cenți și afișând logo-ul Gertrude cu un cangur (numit după soacra artistului Frank Lieberman), Pocket Books a avut o politică editorială de reeditare a literaturii de masă, ficțiune și non-ficțiune populară, care a fost coordonată cu strategia de vânzare a cărților în afara canalelor de distribuție tradiționale. Reducerea formatului și lipirea paginilor în loc de coasere au fost imovații care au contribuit la reducerea costurilor.
Primele zece titluri numerotate ale Pocket Books au fost publicate în 1939, cu un tiraj de 10.000 de exemplare fiecare:
1. Lost Horizon de James Hilton
2. Wake Up and Live de Dorothea Brande⁠(d)
3. Five Great Tragedies de William Shakespeare
4. Topper de Thorne Smith⁠(d)
5. The Murder of Roger Ackroyd de Agatha Christie
6. Enough Rope de Dorothy Parker⁠(d)
7. Wuthering Heights de Emily Brontë
8. The Way of All Flesh de Samuel Butler
9. The Bridge of San Luis Rey de Thornton Wilder
10. Bambi de Felix Salten[4]

Ediția romanului Wuthering Heights (La răscruce de vânturi) a intrat în lista bestseller-urilor și până la sfârșitul primului an Pocket Books a vândut mai mult de 1,5 milioane de exemplare. Robert de Graff a continuat să îmbunătățească lista de cărți, publicând mai multe cărți ecranizate și romane de mister, în special cele scrise de Agatha Christie și Erle Stanley Gardner.
Pocket și imitatorii săi au prosperat în timpul celui de-al Doilea Război Mondial din cauza faptului că cititorii au preferat să achiziționeze cărțile ieftine. În timpul războiului, Pocket a dat în judecată editura Avon Books pentru încălcarea drepturilor de autor: un tribunal statal din New York a constatat că Pocket nu avea drepturi exclusive asupra formatului de buzunar (Pocket și Avon au publicat, printre altele, ediții paperback ale seriei The Saint a lui Leslie Charteris).
Phyllis E. Grann care mai târziu va deveni prima femeie director general al unei edituri majore a fost promovată la conducerea Pocket Books în timpul directorului general Richard E. Snyder. Grann a părăsit editura în 1976 și a fost angajată de grupul Putnam.
În 1981 cartea The Common Sense Book of Baby and Child Care scrisă de dr. Benjamin Spock (ale cărei drepturi fuseseră dobândite în 1946) a devenit un bestseller, fiind vândute 28 de milioane de exemplare la acea vreme.

## Mărci
- Baen Books — literatură fantastică și literatură științifico-fantastică, inclusiv seria Honor Harrington
- Cardinal Edition
- Downtown Press — literatură pentru femei
- Gallery Books
- G-Unit Books
- Juno Books — fostă marcă a Wildside Press
- MTV/VH1 Books
- Permabooks
- Pocket Star Books
- Pocket Star eBooks[nefuncțională]
- Threshold Editions — literatură conservatoare de non-ficțiune
- WWE Books

### Foste mărci
- Sonnet — literatură romantică
- Timescape — literatură științifico-fantastică
- Wanderer Books — fosta editură a cărților pentru tineri din seria Hardy Boys

## Legături externe
- Official Pocket Star eBooks website[nefuncțională]
- "Paperback Publishers", paperbarn.www1.50megs.com (versiune arhivată).